# Sergueï Korsakov (cosmonaute)
Pour l’article homonyme, voir Sergueï Korsakov.
Sergueï Vladimirovitch Korsakov (en russe : Сергей Владимирович Корсаков), né le 1er septembre 1984 à Frounzé (en RSS kirghize), est un cosmonaute russe.

## Enfance, études et premier travail
Sergei Vladimirovich Korsakov est né le 1er septembre 1984 dans la ville de Frounzé (aujourd'hui Bishkek), en RSS du Kirghizistan (aujourd'hui République du Kirghizistan).
Après avoir obtenu son diplôme du Gymnasium n° 2 de la ville de Kimry en 2000, dans la région de Tver, il entre à l'Université technique d'État de Moscou Bauman. 
Korsakov est diplômé en aérospatiale avec mention de l'Université technique d'État de Moscou-Bauman en 2006, avec une spécialisation dans le domaine des moteurs-fusées. Après avoir obtenu un diplôme en gestion d'entreprise, il poursuit sa spécialisation dans le domaine des moteurs fusées.
Avant d'entrer dans l'escadron des cosmonautes, il a travaillé comme directeur général d'Info Capital Group LLC.

## Travail à Roscosmos
Il est sélectionné cosmonaute, membre de la sélection TsPK-16 de 2012. Il s'agit de la première sélection mêlant les groupes de cosmonaute militaire et civil. Il a terminé sa formation de cosmonaute en juin 2014 et a été nommé cosmonaute d'essai le mois suivant.
De 2013 à 2019, Sergueï Korsakov continue à s'entrainer pour une première mission, effectuant des stages de survie en zone montagneuse ou marécageuse, voire dans l'eau en Mer Noire en cas d'atterrissage raté du vaisseau Soyouz, de formation au parachutisme, d'entrainement en vol sur des Tu-134LK.
En juin 2016, il fait partie de l'équipage international de l'expédition CAVES 2016, effectuant un entraînement d'une semaine supervisé par l'Agence spatiale européenne dans une grotte sarde à une profondeur d'environ 800 mètres.
De la fin de 2020 à février 2021, Korsakov fait partie de l'équipage du Soyouz MS-18 avec Oleg Novitski et Piotr Doubrov, qui décolle début avril de cette année. Finalement, c'est l'américain Mark Vande Hei qui est assigné à cette mission, dans le cadre de l'achat d'une place sur Soyouz par la société Axiom Space, qu'elle échange à la NASA, celle-ci voulant assurer la présence de l'un de ses astronautes sur l'ISS, en cas de problème avec les nouveaux vaisseaux commerciaux américains. Lui et Vande Hei s'étaient entrainés en parallèle pendant de mois, sans savoir lequel des deux partirait. 
Peu après, Pavel Vlasov (en), chef du centre d'entraînement des cosmonautes a annoncé que Korsakov pourrait être le premier russe à voler sur une capsule Dragon en 2021 ou 2022 (ce sera finalement Anna Kikina en 2022). Il est finalement affecté à la mission Soyouz MS-21.

## Vols réalisés
Le 18 mars 2022, Sergueï Korsakov s'envole à bord du Soyouz MS-21 pour participer aux Expéditions 66 et 67 de la Station spatiale internationale.